# Tulsipur
Tulsipur es un pueblo y nagar Panchayat situado en el distrito de Balrampur en el estado de Uttar Pradesh (India). Su población es de 24488 habitantes (2011). Se encuentra a 28 km de Balrampur y a 190 km de la capital del estado, Lucknow.

## Demografía
Según el censo de 2011 la población de Tulsipur era de 24488 habitantes, de los cuales 12861 eran hombres y 11627 eran mujeres. Tulsipur tiene una tasa media de alfabetización del 58,2%, inferior a la media nacional del 59,5%: la alfabetización masculina es del 63,8%, y la alfabetización femenina del 52,1%.